# Andrea Vilaró
Andrea Vilaró i Aragonès (Barcellona, 9 maggio 1993) è una cestista spagnola.

## Carriera
Con la Spagna ha disputato i Campionati europei del 2019.